# Église catholique au Soudan du Sud

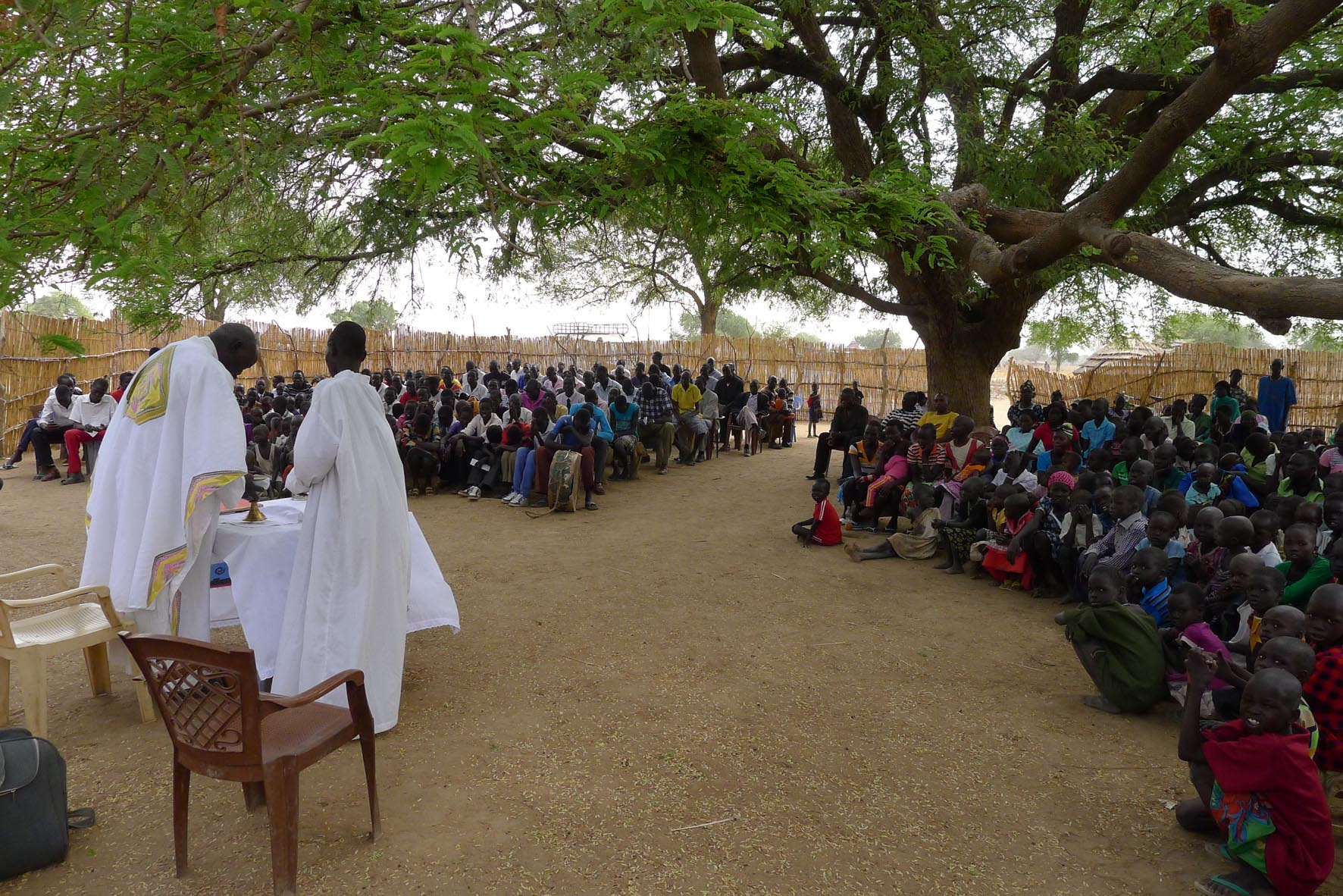
Messe dans l'État de Warrap (diocèse de Rumbek).

L'Église catholique au Soudan du Sud est constituée de l'archidiocèse de Djouba et de ses six diocèses suffragants : Wau, Rumbek, Malakal, Tombura-Yambio, Yei et Torit. Cependant, d'un point de vue juridique, elle est rattachée au Soudan (archidiocèse de Khartoum et ses deux diocèses suffragants), malgré l'indépendance du pays en 2011. Celui-ci est plongé dans la guerre civile sud-soudanaise depuis 2013, après des décennies de guerre. 

## Histoire
L'évangélisation de ces contrées (Soudan et Soudan du Sud) a commencé avec des tentatives infructueuses au milieu du XIXe siècle quand fut érigé le vicariat apostolique d'Afrique Centrale qui s'étendait sur des pays inexplorés encore plus vastes. Des congrégations franciscaines ou jésuites multiplièrent les tentatives de missions à partir de l'Égypte, mais furent décimées par les maladies et les meurtres. C'est à partir des expéditions missionnaires du fondateur des missionnaires du Sacré-Cœur, Daniel Comboni, que la situation évolue.
Sous la colonie anglo-égyptienne de l'actuel Soudan du Sud, il y avait des zones strictement étanches de missions catholiques et de missions anglicanes. La guerre des mahdistes (1881-1898) qui tentaient d'islamiser la région de force eut pour conséquence l'expulsion de tous les missionnaires chrétiens et la persécution des tribus baptisées. Les comboniens reprennent leur travail au début du XXe siècle sous la surveillance méfiante des autorités coloniales. Lorsque le Soudan devient indépendant en 1956, le gouvernement central de Khartoum renoue avec une politique d'islamisation. Les missionnaires sont expulsés en 1964.
La première guerre civile soudanaise (1955-1972) frappe toujours la population et obstrue le travail missionnaire. La seconde guerre civile soudanaise (1983-2005) est encore plus meurtrière. Ce n'est que dans les années suivant l'année 2005 que les diocèses catholiques peuvent se réorganiser et que les évêques chassés peuvent retrouver leur siège. L'université catholique du Soudan est fondée en 2008. L'Église est plutôt en faveur du référendum pour l'indépendance du Soudan du Sud en 2011. Plus de 98 pour cent des votants se déclarent en faveur de l'indépendance. Les différentes Églises protestantes essayent elles aussi de se réorganiser et de porter secours à l'immense flux de réfugiés de retour au pays. En 2013, la guerre civile sud-soudanaise reprend avec violence. Certains sièges épiscopaux sont vacants.
L'Église catholique au Soudan du Sud est l'une des plus pauvres du monde. Elle doit faire face à un contexte de guerre civile extrêmement douloureux. 
Les quelques fidèles appartenant aux rites orientaux de l'Église catholique (notamment des émigrés ou descendants d'émigrés grecs ou libanais, ainsi que des syriaques ou des melkites) dépendent des éparchies d'Égypte. Le séminaire national se trouve à Djouba.
Le pape François, rentré à Rome au terme d'une visite au Soudan du Sud en février 2023 où il a multiplié les appels à la paix, pays déchiré par la violence et la misère, a appelé à "déposer les armes".

## Statistiques
La population catholique en 2011 représentait plus de trois millions de baptisés, soit 37,5 % de la population.

## Nonciature apostolique
Le Saint-Siège et la république du Soudan du Sud ont signé des accords diplomatiques le 22 février 2013 et la nonciature est ouverte le 1er mai par la bulle pontificale Quo firmiores du pape François. Le nonce apostolique assume aussi le poste de nonce au Kenya et réside à Nairobi.

### Nonces apostoliques
- 21 décembre 2013 - 21 septembre 2018 : Charles Daniel Balvo, archevêque titulaire de Castello